# Lasse Heinze
Lasse Heinze (* 3. April 1986 in Ringkøbing) ist ein dänischer ehemaliger Fußballtorhüter.

## Karriere
Geboren in Ringkøbing, begann Heinze seine Karriere zunächst in der Jugend von Velling IF, ehe er sich dem Ringkøbing IF anschloss. Später wechselte er zum Ikast FS. Als dieser 1999 mit Herning Fremad zum FC Midtjylland fusionierte, spielte er fortan in der Jugendmannschaft des neuen Vereins, bei dem ihm 2002 der Sprung in die in der Superliga, der höchsten dänischen Liga, antretende Profimannschaft gelang. Nach sechs Jahren als Ersatztorhüter hinter Anders Rasmussen, in denen er mit dem Verein 2007 und 2008 zwei Mal in Folge die Vizemeisterschaft erreichte, gelang Heinze nach dem Abgang Rasmussens in der Saison 2008/09 der Durchbruch als Stammspieler. Im Sommer 2009 wurde er für ein halbes Jahr an den künftigen Ligakonkurrenten Silkeborg IF, der aus der zweiten Liga aufgestiegen war, verliehen. Nach Ablauf der Leihfrist wurde Heinze im Januar 2010 gegen Zahlung einer Ablösesumme von 300.000 Euro von Silkeborg fest verpflichtet.
In der dänischen U-21-Nationalmannschaft kam Heinze zwischen 2007 und 2008 in vier Länderspielen zum Einsatz.